# Чі Дон Вон
Чі Дон Вон  (кор. 지 동원, 28 травня 1991) — південнокорейський футболіст, олімпійський медаліст.

## Титули і досягнення
- Бронзовий призер Азійських ігор: 2010
- Бронзовий призер Кубка Азії: 2011

### Виступи на Олімпіадах
| Олімпіада   | Дисципліна | Місце |
| ----------- | ---------- | ----- |
| Лондон 2012 | футбол     | 3     |